# Jean-Marie Jouaret
Jean-Marie Jouaret, né le 1er août 1942 à Castets (Landes) et mort le 27 décembre 2023 à Paris, est un joueur français, international et capitaine de l'équipe France de basket-ball. Après  sa carrière de basketteur, il devient  dirigeant sportif, en particulier à la Fédération sportive et culturelle de France.

## Basketteur international
Né le 1er août 1942, à Castets dans les Landes, il pratique d'abord le rugby à l'Union sportive dacquoise (US Dax) puis le basket à l'Étoile Amolloise d'Amou. Il rejoint ensuite Paris où il signe dans un second patronage, l'Alsace de Bagnolet, avec lequel il est trois fois champion de France (1961, 1962 et 1967). Rapide, athlétique et adroit, il marque beaucoup de points grâce à sa détente et à son sens du placement — le journaliste Roger Cornet l'avait surnommé « le ramasse-miettes » — dans une équipe de shooteurs (les deux frères Dorigo et les trois frères Mayeur). Il est le meilleur marqueur du championnat de France en 1965 et second en 1966. Si le classement des rebondeurs avait existé à l'époque, il serait à l'évidence dans les meilleurs.

### Clubs
- 1959 - 1961 : Étoile amolloise d'Amou (Landes) ;
- 1961 - 1972 :  Alsace de Bagnolet (Nationale 1) ;
- 1973 - 1982 : Entente sportive de la région d'Arpajon (ESRA) (Excellence régionale à Nationale 2).

### Palmarès
- 1960 : champion de France de l'Union générale sportive de l'enseignement libre (UGSEL) avec le collège Moncade d'Orthez ;
- 1961, 1962 et 1967 : champion de France avec l'Alsace de Bagnolet[2] ;
- 1963 et 1965 : finaliste de la coupe de France avec l'Alsace de Bagnolet ;
- 1963 et 1964 : finaliste du championnat de France avec l'Alsace de Bagnolet ;
- 1964 : champion du monde militaire ;
- 1965 : meilleur marqueur du championnat de France (record : 48 points)[2] ;
- 1965 : trophée du joueur le plus adroit aux lancers francs (24 sur 24) au championnat d'Europe (Tbilissi puis Moscou) ;
- 1966 : second marqueur du championnat de France.

### Sélections internationales
Du 29 novembre 1963 à Tours contre la Hongrie au 4 juin 1968 à Sofia contre la République démocratique allemande (RDA), il est sélectionné 47 fois en équipe de France.

## LaFSCF
Il effectue les 37 ans et demi de son parcours professionnel à la Fédération sportive de France (FSF) qui devient Fédération sportive et culturelle de France (FSCF) en 1968. De 1965 à 1986, il est adjoint au directeur des services Robert Pringarbe puis directeur de 1986 à 2002. 

### Directeur-adjoint
Jusqu'en 1986 comme directeur-adjoint chargé de la culture, aux côtés de Gérard Lollier chargé des sports et d'Eugénie Duisit de la gymnastique, il réorganise le chant choral et la musique déjà existants. À partir de 1973, il contribue à la création des commissions d'arts plastiques, de danse, de théâtre et des centres de vacances et de loisirs (CVL). Dans ce domaine, une première réunion se tient au siège fédéral le 28 décembre 1972. Celle-ci répond aux inquiétudes suscitées par les orientations progressistes affichées par l'Union française des centres de vacances et de loisirs (UFCV) qui assure jusqu'ici la formation aux brevets d’aptitude aux fonctions d’animateur (BAFA) de nombreux séminaristes et prêtres diocésains. La FSCF obtient en 1978 l'habilitation générale à délivrer les diplômes concernés.
Dans le domaine sportif, qui n'entre pourtant pas dans son champ de responsabilité, il contribue en 1973 au lancement du twirling et, à la fin des années 1980, à l'émancipation et au développement de la gymnastique rythmique et sportive (GRS), de l'éveil de l'enfant et de la gymnastique de détente.
De 1983 à 1985, il coanime avec Robert Pringarbe — comme envoyés spéciaux du Comité international olympique — trois stages de formation et de perfectionnement pour les membres des comités olympiques nationaux du Bénin, du Cameroun et du Togo.

### Directeur des services
Le 1er octobre 1986, au départ de Robert Pringarbe, il lui succède à la direction des services. Il seconde alors Maurice Davesne pour la célébration du 90e anniversaire de la FSCF en 1988 (pèlerinage et spectacle sur « les chemins de Compostelle ») et Clément Schertzinger pour celle du centenaire en 1998 au Palais omnisports de Paris-Bercy (POPB). À cette dernière occasion il organise un important colloque à Brest et publie lui-même un ouvrage en deux tomes sur l'histoire fédérale, Petite histoire partielle et partiale de la Fédération Sportive et Culturelle de France, 1948-1998, paru en 1999,. Journaliste de formation, il est aussi l'auteur de très nombreux articles dans le magazine fédéral de la FSCF : Les Jeunes.
Il prend sa retraite en 2002 et contribue ensuite à titre bénévole à la réussite du colloque à l'Institut libre d'éducation physique supérieur (ILEPS) de Cergy pour les 110 ans de la FSCF en 2008. Membre de la commission Histoire et patrimoine de la FSCF, il publie en 2012 un nouvel ouvrage La fédération des sections sportives des patronages catholiques de France (1898-1998), réédité et complété en 2020 sous le titre Une histoire de la fédération des sections sportives des patronages catholiques (1898-1998) Que sont les patros devenus ?.
Il meurt le 27 décembre 2023 dans le 17e arrondissement de Paris, ; la cérémonie a lieu le 8 janvier à 15 h à la chapelle de l’Est au cimetière du Père-Lachaise.

## Autres responsabilités
- membre de la Commission patrimoine et du Comité d'honneur de la ligue d'Île-de-France de la Fédération française de basket-ball (FFBB)[2] ;
- membre du Comité d'honneur de l'Académie du basket français[2] ;
- collaborateur de la revue du Comité Pierre de Coubertin.

Par arrêté du ministre de la Justice en date du 3 mai 1989 publié au Journal officiel du 21 mai 1989, Jean-Marie Jouaret est nommé membre de la Commission de surveillance et de contrôle des publications destinées à l'enfance et à l'adolescence.

## Activité littéraire
Journaliste de formation, Jean-Marie Jouaret a publié de nombreux articles et six ouvrages :
- Jean-Marie Jouaret (préf. Gérard Cholvy), Petite histoire partielle et partiale de la Fédération sportive et culturelle de France (1948-1998), t. 1, Paris, FSCF (à compte d’auteur, imp. Déja-Glmc), 1999, 646 p. (ISBN 2-9528387-0-4, BNF 41363915).
- Jean-Marie Jouaret, Petite histoire partielle et partiale de la Fédération sportive et culturelle de France (1948-1998), t. 2, Paris, FSCF (à compte d’auteur, imp. Déja-Glmc), 1999, 543 p. (ISBN 978-2-9528387-0-2, BNF 41363915).
- Jean-Marie Jouaret, Un peu des Landes, un peu de moi, (imp.Déja-Glmc), 2002 ;
- Jean-Marie Jouaret (préf. Jean Vintzel), La fédération des sections sportives des patronages catholiques de France (1898-1998), Paris, L’Harmattan, coll. « Héritage et mémoire des associations », 2012, 245 p. (ISBN 978-2-296-55969-1, BNF 42598758, lire en ligne) ;
- Jean-Marie Jouaret (préf. Jean Vintzel), Une histoire de la fédération des sections sportives des patronages catholiques (1898-1998) : Que sont les patros devenus ?, Paris, L’Harmattan, coll. « Héritage et mémoire des associations », 2020, 286 p. (ISBN 978-2-343-21572-3, lire en ligne)

En 2018, à l'occasion des 120 ans de la FSCF, il est le rédacteur principal d'un ouvrage collectif retraçant l'histoire, l'évolution et les projets de cette fédération :
- Jean-Marie Jouaret et collectif, La Fédération sport et culture : Une institution historiquement originale, Paris, FSCF, 2018 (ISBN 978-2-9528387-9-5).

## Distinctions
- Chevalier de l'ordre national du Mérite en 2003[9].
- titulaire de la médaille de l'honneur fédéral vermeil de la FSCF remise le 12 janvier 2018 par Mme Laura Flessel, ministre des sports[10].

## Hommages
En juillet 2024, la FSCF a fait éditer un ouvrage à partir de documents recueillis par Jean-François Gatet, membre de la commission « Histoire et Patrimoine de la FSCF ». Ces documents ont été fournis par des personnes ou des associations ayant bien connu Jean-Marie Jouaret dans ses différentes fonctions professionnelles ou bénévoles.